# Tsiy William Ndenge
Tsiy William Ndenge (* 13. Juni 1997 in Köln) ist ein deutscher Fußballspieler, der beim Grasshopper Club Zürich unter Vertrag steht.

## Karriere
Tsiy William Ndenge startete seine Karriere bei den Junioren von Bayer 04 Leverkusen, wechselte aber schon früh in die Jugend von Borussia Mönchengladbach.
Nach einem Jahr in der zweiten Mannschaft der Borussia und einem weiteren Jahr ohne Einsatz in der Fußball-Bundesliga wurde er 2017 zu Roda JC Kerkrade in die Eredivisie ausgeliehen, wo Ndenge zum Stammspieler avancierte.
Im Sommer 2018 unterschrieb er einen Vertrag beim FC Luzern. Am 17. Oktober 2019 verlängerte Ndenge seinen Vertrag beim FC Luzern vorzeitig bis Ende Juni 2022. Im Jahr 2022 wechselte er innerhalb der Schweiz zum Grasshopper Club Zürich.